# Ignasi Miquel
Ignasi Miquel i Pons (sinh 28 tháng 9 năm 1992 tại Barcelona, Catalonia) là một cầu thủ bóng đá người Tây Ban Nha hiện đang chơi cho câu lạc bộ Arsenal. Ignasi Miquel chơi ở vị trí Trung vệ.

## Sự nghiệp

### Arsenal
Ignasi Miquel gia nhập câu lạc bộ Arsenal sau khi sinh nhật thứ 16 của mình. Miquel có 12 lần ra sân trong mùa giải 2009-10. Ngày 20 Tháng Hai năm 2011, trước khi Arsenal tham gia giải FA Cup trận đấu vớiLeyton Orient, anh đã ra sân và chơi cả 90' phút nhưng Arsenal đã bị cầm hòa với tỉ số 1-1. Ngày 2 tháng 3, Miquel tiếp tục chơi đủ 90 phút cho Arsenal giúp đội bóng Anh đánh bại Leyton Orient 5-0 ở FA Cup trong trận lượt về tại sân vân động Emirates.
Miquel ra mắt tại giải Premier League trong trận đấu với Liverpool vào ngày 20 Tháng 8 năm 2011, anh được thay vào khi trung vệ Laurent Koscielny bị chấn thương ở phút 16'. Miquel xuất hiện lần thứ 2 trong mùa giải bóng đá Cup khi Arsenal chiến thắng 3-1 Shrewbury Town. Ngày 06 Tháng 12 2011, Miquel tham gia giải đấu UEFA Champions League đầu tiên cho Arsenal trong khi thua 3-1 trước Olympiacos. Ngày 15 Tháng 1 2012, Miquel Miquel chơi trọn 90' phút trong trận Arsenal thua Swansea City 3-2. Năm 2013, Miquel ghi bàn vào lưới đội tuyển Việt Nam.

## Sự nghiệp Quốc tế
Miquel chơi cho đội tuyển bóng đá Tây Ban Nha U.19 và giúp họ đăng quang chức vô địch 2011 châu Âu. Anh luôn chơi 90' phút trong mọi trận đấu.

## Danh hiệu
- UEFA U-19 Championship: 2011